# Something wicked this way comes (Zitat)
Something wicked this way comes (deutsch Etwas Böses kommt daher) ist ein Zitat aus der ersten Szene des vierten Aktes des Dramas „Macbeth“ von William Shakespeare.

## Kontext
Die betreffende Szene spielt in einer Höhle. Drei Hexen versammeln sich um einen Kessel mit brodelndem Hexentrank. Sie erwarten einen Gast, König Macbeth von Schottland, der bei den Hexen Rat sucht. Das „Böse“ in dem Zitat ist Macbeth selbst, der an dieser Stelle der Handlung bereits zum Verräter und Mörder geworden ist.
| Original: | Deutsche Übersetzung (Frank Günther): |
| Second Witch By the pricking of my thumbs, Something wicked this way comes. [Knocking] Open locks, Whoever knocks! [Enter Macbeth] Macbeth How now, you secret, black, and midnight hags? What is’t you do? | Zweite Hexe Bei des Däumchens Juckerei, Jemand Böses kommt vorbei. [Es klopft.] Tür, sei frei, Wer’s auch sei. [Macbeth tritt auf] Macbeth Nun, ihr geheime, schwarze Mittnachtsbrut, Was tut ihr da? |

(Ausschnitt aus „Macbeth 4. Akt, 1. Szene“ von Shakespeare)
Das Zitat ist als geflügeltes Wort im englischen Sprachraum geläufig. Man möchte damit ausdrücken, dass man eine böse Vorahnung hat oder etwas Schlimmes befürchtet.

## Rezeption
In Literatur, Film und in der Popkultur erfreut sich die Redewendung großer Beliebtheit:
- Der amerikanische Schriftsteller Ray Bradbury verwendete die Redewendung als Titel eines 1962 erschienenen Romans (deutschsprachiger Titel: Das Böse kommt auf leisen Sohlen), in dem die Bewohner einer beschaulichen US-amerikanischen Kleinstadt unter den unheilvollen Einfluss eines magischen Zirkusdirektors geraten.
- Nach dem Roman von Bradbury drehten die Disney-Studios 1983 einen Film mit dem gleichen Titel (deutscher Titel: Das Böse kommt auf leisen Sohlen). Drehbuchautor war Ray Bradbury selbst, Regisseur Jack Clayton. Darsteller waren u. a. Jason Robards, Pam Grier und Jonathan Pryce.
- Agatha Christie nennt einen Roman ihrer Beresford-Reihe in Anspielung auf das Zitat: By the Pricking of My Thumbs (deutscher Titel: Lauter reizende alte Damen).
- Something Wicked This Way Comes ist der Titel eines 1998 erschienenen Albums der Power-Metal-Band Iced Earth.
- Das Originalzitat fand in dem Lied Double trouble in dem Film Harry Potter und der Gefangene von Askaban Verwendung. Zudem wird das Zitat als Texttafel im Trailer verwendet.
- Das Zitat wurde in dem Lied Book of Thel von Bruce Dickinson verwendet.
- In der abgeleiteten Form Something Wicked This Way Burns ist das Zitat der Titel eines fiktionalen Filmes über Mr. Burns, eine Figur der Comicserie „Die Simpsons“.
- Eine South-Park-Episode (Staffel 8, Episode 9) heißt im englischen Original Something Wal-Mart This Way Comes, die deutsche Folge orientiert sich am deutschen Titel von Bradburys Roman: Das Böse kommt auf Wall-Marts Sohlen.
- Die amerikanische Thrash-Metal-Band Nuclear Assault nannte ihr 1993er Album Something Wicked. Der Titelsong enthält die Textzeile: „Something wicked this way comes“.
- Auf dem Album Welcome to the show der britischen Band Barclay James Harvest aus dem Jahr 1990 findet sich der Song Lady Macbeth, welcher die Textzeilen enthält: „By the pricking of my thumbs / Something wicked this way comes“.
- Tupac Shakur nahm den Titel „Something wicked this way comes“ in sein Musikalbum „2Pacalypse Now“ auf. Selbiges taten die Metal-Bands Wednesday 13 auf „Calling All Corpses“ sowie Lordi auf  „To Beast or Not to Beast“.
- The Herbaliser, eine britische Band, veröffentlichte 2002 das Album Something Wicked This Way Comes.
- Woods of Birnam veröffentlichten 2017 auf ihrem Album Searching for William den Titel Something Wicked This Way Comes.

## Belege
1. ↑  William Shakespeare: Macbeth. Zweisprachige Ausgabe. 10. Auflage. dtv, München 2014, ISBN 978-3-423-12484-3, S. 123 ff. (englisch: Macbeth. London / New York 1984. Übersetzt von Frank Günther).